# Hrisoúla Anagnostopoúlou
Hrisoúla Anagnostopoúlou (en grec moderne : Χρυσούλα Αναγνωστοπούλου, née le 27 août 1991) est une athlète grecque, spécialiste du lancer de disque.

## Carrière
Le 6 juin 2015, elle lance le disque à 61,40 m à La Canée. Elle termine troisième lors de la Coupe d'Europe des lancers 2017 à Las Palmas.
Le 28 juin 2018, elle remporte sa seconde médaille de bronze consécutive aux Jeux méditerranéens. Auteure de 58,85 m, elle est devancée par la reine de la discipline croate Sandra Perković (66,46 m) et la Portugaise Liliana Ca (60,05 m).
Elle est officier des gardes-côtes grecques.

## Palmarès
| Date | Compétition                       | Lieu         | Résultat | Marque  |
| ---- | --------------------------------- | ------------ | -------- | ------- |
| 2007 | Championnats du monde cadets      | Ostrava      | 10e      | 42,24 m |
| 2009 | Championnats d'Europe juniors     | Novi Sad     | 9e       | 45,95 m |
| 2011 | Championnats d'Europe espoirs     | Ostrava      | 4e       | 53,43 m |
| 2013 | Jeux méditerranéens               | Mersin       | 3e       | 55,01 m |
| 2013 | Championnats d'Europe espoirs     | Tampere      | 5e       | 55,95 m |
| 2014 | Championnats des Balkans          | Pitești      | 2e       | 53,38 m |
| 2015 | Championnats des Balkans          | Pitești      | 1re      | 54,87 m |
| 2016 | Championnats des Balkans          | Pitești      | 1re      | 59,76 m |
| 2016 | Championnats d'Europe             | Amsterdam    | 9e       | 59,23 m |
| 2017 | Championnats d'Europe par équipes | Lille        | 3e       | 59,28 m |
| 2017 | Championnats des Balkans          | Novi Pazar   | 2e       | 58,05 m |
| 2018 | Jeux méditerranéens               | Tarragone    | 3e       | 58,85 m |
| 2018 | Championnats des Balkans          | Stara Zagora | 2e       | 58,76 m |
| 2018 | Championnats d'Europe             | Berlin       | 10e      | 57,34 m |
| 2019 | Championnats d'Europe par équipes | Bydgoszcz    | 3e       | 59,02 m |
| 2019 | Jeux mondiaux militaires          | Wuhan        | 3e       | 58,27 m |
| 2021 | Coupe d'Europe des lancers        | Split        | 12e      | 56,65 m |
| 2022 | Championnats d'Europe             | Munich       | 12e      | 56,10 m |

## Records
| Épreuve          | Marque  | Lieu   | Date            |
| ---------------- | ------- | ------ | --------------- |
| Lancer du disque | 61,53 m | Kavala | 22 juillet 2017 |